# An (cognome)
An (안?, 安, 案, 顔?) è un cognome di lingua coreana.

## Possibili trascrizioni
Aan, Ahn, Arn.

## Clan
Nel tradizionale sistema di clan coreano, che costituisce ancora la base del registro familiare in Corea del Sud, ogni clan si distingue per il proprio bon-gwan, la sede ancestrale fittizia del clan. In genere ogni clan rivendica una persona diversa come fondatore, sebbene ci siano delle eccezioni. Oggi esistono un totale di 109 clan An; tuttavia, la maggior parte di questi sono molto piccoli. La maggior parte degli An rivendica l'appartenenza al clan Sunheung Ahn (il clan più alto e nobile tra gli An, con il più noto status di "sangue blu"). Anche i clan Kwangju e Juksan sono piuttosto grandi e sono associati allo status di "sangue blu"; oltre a questi, i clan Tamjin, Gongsan, Chungju, Dongju, Jeuongwon, Ansan, Jecheon, Angang e Jucheon sono significativi.

### Clan Sunheung

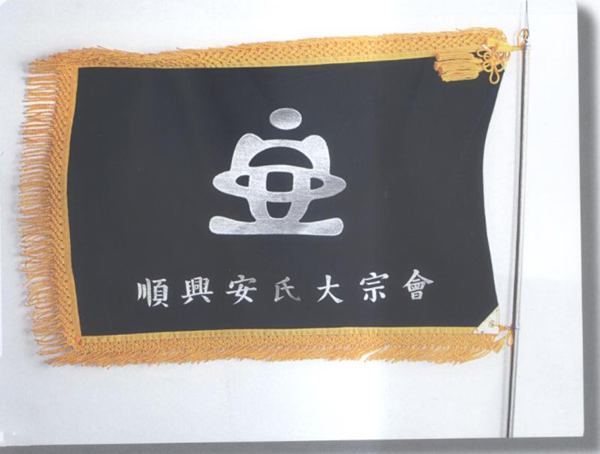
Lo stemma del clan Sunheung

Il 73,5% delle persone con il cognome coreano "Ahn" appartiene al clan Sunheung. Il censimento sudcoreano del 2000 contava 468827 membri del clan Sunheung Ahn. È un clan nativo legato alla città di Sunheung, in Corea. Il clan Sunheung era il clan più nobile e potente tra i clan con cognome An, ed era uno dei sei più grandi clan di tutti i clan coreani durante la dinastia Goryeo e l'inizio della dinastia Joseon.

#### Dinastia Goryeo
Il clan Sunheung Ahn ha goduto dello status di "sangue blu" come nobiltà sin dagli albori della propria storia durante la dinastia Goryeo e durante tutta la dinastia Joseon (luglio 1392 - agosto 1910). Il capostipite del clan Sunheung Ahn era un famoso comandante militare di Goryeo di nome Ahn Ja-mi: egli comandava Hongwiwi, la truppa che scortava la famiglia reale, salutava gli inviati stranieri, partecipava a cerimonie nazionali, combatteva in guerre e sorvegliava la frontiera (area di confine). Fu anche onorato con il titolo di comandante supremo di Samhowi dal re Sinjong di Goryeo. Il fondatore Ahn Ja-mi ebbe tre figli, Ahn Yeong-yu, Ahn Yeong-rin e Ahn Yeong-hwa. Il clan Sunheung Ahn è diviso in tre diversi rami, derivanti dai tre figli. Il primo ramo, che discende da Ahn Yeong-yu, è chiamato il ramo del Signore (Duca) Chumil (1파 추밀공파 (樞密公派)). Il secondo ramo, discendente da Ahn Yeong-rin, è chiamato il ramo del Signore (Duca) Byeoljang (2파 별장공파 (別將公派)). Il terzo ramo, che discende da Ahn Yeong-hwa, è chiamato il ramo del Signore (Duca) Kyoseo (3파 교서공파 (校書公派)). Da questi tre rami derivano ulteriori sottorami, di cui quattordici dal primo ramo, quattro dal secondo ramo e quattro dal terzo ramo.
Il clan Sunheung Ahn divenne uno dei clan nobili più potenti e famosi dopo An Hyang, nipote di Ahn Yeong-yu (fondatore del ramo del Signore (Duca) Chumil) e pronipote di Ahn Ja-mi (fondatore del clan Sunheung Ahn). An Hyang superò il gwageo (esame di Stato) nel 1260 (Wonjong 1) e prestò servizio come docheomuijungchan (vice primo ministro). An Hyang è considerato il fondatore del neo-confucianesimo in Corea, introducendo il confucianesimo Song nel regno di Goryeo. An Hyang è generalmente annoverato tra i membri più illustri del clan, e fondò un suo ramo all'interno del clan Sunheung Ahn, chiamato sottoramo del Signore (Duca) Moonsun (문성공파 (文成公派)). Dopo An Hyang e per il resto della dinastia Goryeo, il clan Sunheung Ahn ebbe membri che passarono il gwageo per undici generazioni; venti membri del clan Sunheung Ahn divennero duchi o granduchi (봉군 (封君)), ed ebbero 17 daejehak (대제학), che allora erano la carica più alta che gli accademici potevano raggiungere nella corte reale, equivalenti agli odierni ministri dell'Istruzione.

#### Dinastia Joseon
Dopo la caduta della dinastia Goryeo e l'istituzione della dinastia Joseon nel 1392, il clan Sunheung Ahn rimase ancora uno dei clan nobili più potenti e famosi, ed era noto per essere uno dei sei più grandi clan del regno. Durante la dinastia Joseon, 641 membri del clan Sunheung Ahn superarono il gwageo (esame di Stato).
Tuttavia, il clan Sunheung Ahn perse il suo potere a metà del XV secolo a causa del suo sostegno al re Danjong, un giovane re che fu rovesciato e poi assassinato da suo zio nel mezzo di disordini politici. Il clan Sunheung Ahn guidò il movimento per riportare il re Danjong sul trono, una delle tragedie più famose nella storia della dinastia Joseon. Una volta fallito il movimento, il clan Sunheung Ahn perse il suo status di clan tra i più prestigiosi del regno, e i membri del clan lasciarono la casa ancestrale di Sunheung e si sparpagliarono per il regno per scappare dall'oppressione del governo. Il famoso villaggio Pikkeut ("villaggio della fine del sangue", 피끝마을) è il risultato del fallimento di questo movimento. Il villaggio prende il nome da un massacro commesso dalla dinastia Joseon sui 700 abitanti di Sunheung, casa ancestrale del clan Sunheung Ahn, dopo il fallimento del movimento. Il sangue delle persone massacrate scorreva nel ruscello e finiva nel villaggio di Pikkeut, da cui il nome del villaggio. La tragedia di Sunheung e del villaggio di Pikkeut è stata romanticizzata come il tragico destino del clan Sunheung Ahn che rimase fedele al giovane re, come in Danjongehsa (단종애사, 端宗哀史), un popolare romanzo coreano dell'inizio del XX secolo che descrive la vita del re Danjong. A causa della famosa storia del clan Sunheung Ahn e della sua fedeltà al re Danjong, il cognome An divenne sinonimo di testardaggine e lealtà. Ci sono tre cognomi coreani spesso associati all'essere testardi - An, Kang e Choi - e tra i tre cognomi, An è il più famoso a causa di questa tragica storia.
Come conseguenza del fallimento del movimento di restaurazione di Danjong, il clan Sunheung Ahn fu accusato di tradimento. La casa ancestrale di Sunheung era chiamata "terra del tradimento" e il clan non riuscì a riconquistare il suo antico potere e gloria per il resto della dinastia Joseon. Per questo motivo, il clan Sunheung Ahn non ebbe molte figure famose per il resto della dinastia Joseon. Il clan riprese potere dopo la caduta della dinastia Joseon alla fine del XIX secolo.

## Diffusione
Si tratta del 19º cognome per diffusione in Corea secondo i dati del Korean National Statistics Office del 2015. Nel Paese è portato da circa 685688 persone.

## Persone
- Ahn Chil-hyun, meglio noto come Kangta, cantante sudcoreano
- Ahn Hye-jin, meglio nota come Hwasa, cantante sudcoreana
- An San, arciera sudcoreana